# Nonnahús

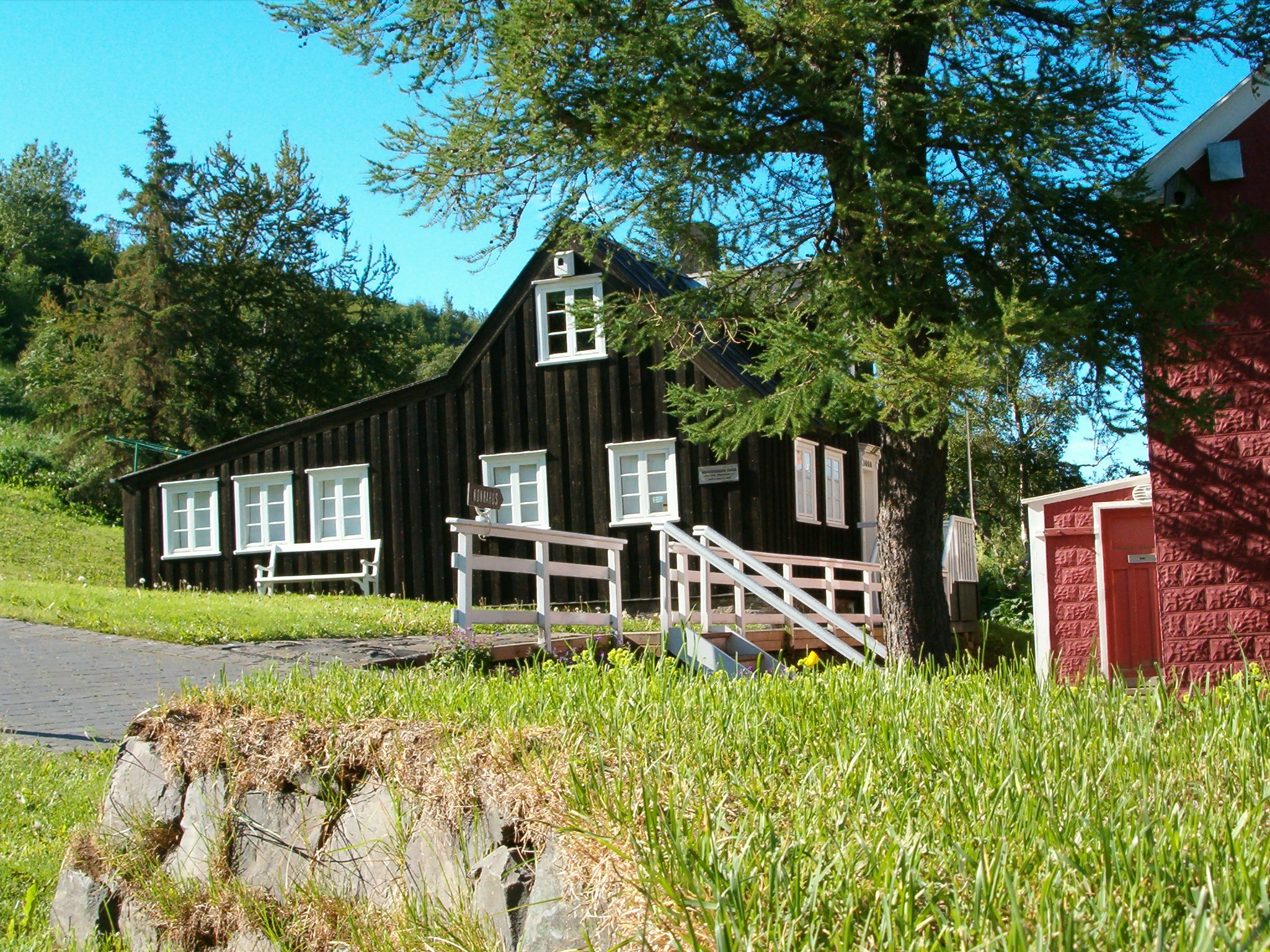
Het Nonnahús in Akureyri

Het Nonnahús is een huis in de IJslandse stad Akureyri. Het huis is bekend geworden vanwege het feit dat de IJslandse auteur Jón Sveinsson er in zijn jonge jaren gewoond heeft.
Het Nonnahús is een van de oudste gebouwen van Akureyri. Het werd in 1850 door de goudsmid Jósef Grímsson gebouw die er vervolgens tot 1858 in gewoond heeft. Het huis werd toen verkocht aan Páll Magnússon die uit Hörgárdalur kwam en in Akureyri zakenman wilde worden. Hij kwam echter in geldnood, en moest door zijn vader financieel bijgestaan worden. Hij zag zich genoodzaakt het huis te verkopen, maar dat lukte hem niet zodat hij het moest gaan verhuren. Het huis werd vanaf die tijd het Pálshús genoemd.
Een van de huurders waren de ouders van Jón Sveinsson die er met hun kinderen in kwamen wonen. Jón, wiens koosnaam Nonni was, vertrok op jeugdige leeftijd naar het buitenland, werd daar jaren later tot priester gewijd en legde zich uiteindelijk toe op het schrijven van kinderboeken: de Nonni-reeks. Deze boeken, die Jón in het Duits schreef, werden in vele talen vertaald en bevatten vele elementen uit Jóns jeugd in Akureyri. Ter nagedachtenis aan hem, heeft men van het Pálshús een museum over hem gemaakt en de naam in Nonnahús veranderd.